# Kathleen Byerly

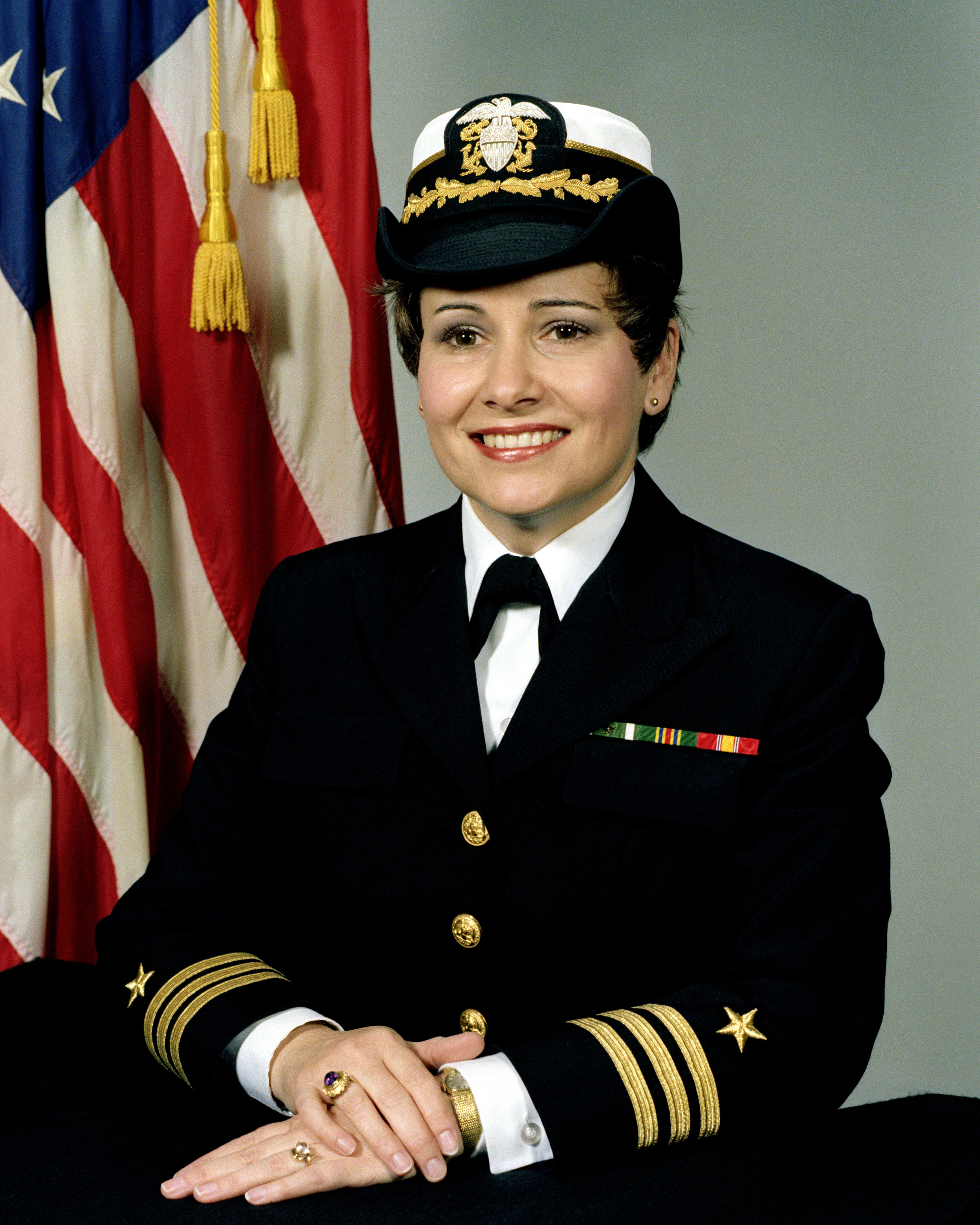
Kathleen Byerly

Kathleen Byerly (ur. 5 lutego 1944, zm. 3 września 2020) – pierwsza w historii kobieta-oficer w amerykańskiej marynarce wojennej (United States Navy), do której wstąpiła po ukończeniu w 1966  Chestnut Hill College w Filadelfii. W 1975 awansowana na stopień komandora podporucznika. W 1975 znalazła się w grupie amerykańskich kobiet, które magazyn Time uhonorował tytułem "Człowieka Roku".